# Valverde de Llerena
Valverde de Llerena è un comune spagnolo di 789 abitanti situato nella comunità autonoma dell'Estremadura.